# Museo Palau Solterra

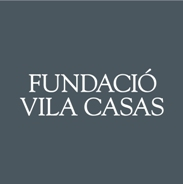
Logo de la Fundació Vila Casas

El Palau Solterra es la sede del Museo de Fotografía Contemporánea (nacional e internacional) de la Fundación Vila Casas  ubicado en la localidad empordanesa de Torroella de Montgrí e inaugurado en el año 2000. Actualmente acoge alrededor de doscientas fotografías contemporáneas expuestas de artistas de diversas partes del mundo.
El Palau Solterra es un palacio del s. XV de arquitectura civil que fue residencia histórica de los condes de Torroella de Montgrí.  Adicionalmente a la exposición permanente, anualmente se organizan exposiciones temporales y un ciclo de conferencias sobre historia y humanidades.

## Introducción
La Fundació Vila Casas es una institución de carácter privado dedicada a la promoción del arte contemporáneo catalán a través de una red de espacios expositivos que forman parte de nuestro legado arquitectónico. Además, la fundación desenvuelve diferentes actividades en el ámbito socio-sanitario. 
El proyecto artístico de la fundación se inicia en los años 90, cuando su presidente, Antoni Vila Casas, establece los cimientos de un proyecto destinado a la promoción del arte contemporáneo catalán, concretamente de escultura, fotografía y pintura. Es en el año 2000 cuando se inaugura el Palau Solterra, en pleno centro histórico del pueblo de Torroella de Montgrí (Bajo Ampurdán), exhibiendo el fondo de pintura de la fundación. Ocho años más tarde se constituye como a museo de fotografía contemporánea con la colección de esta disciplina artística.

## El edificio

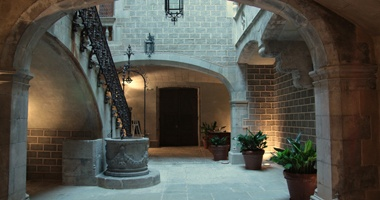
Entrada del Museo Palau Solterra.

El Palau Solterra, declarado monumento histórico artístico en 1981, se encuentra en la calle de la Iglesia de Torroella de Montgrí, en pleno centro de la villa, rodeado de también destacadas edificaciones construidas al siglo XVI, como Can Sestregener y las casas Bataller y Gener. Abrió sus puertas en el año 2000, primeramente con el fondo de pintura y más tarde (y hasta la actualidad) con la colección fotográfica de la Fundación. 
El edificio presenta una mezcla de estilos, pero siempre ligados a la tradición constructiva local. El predominio de añadidos barrocos, novecentistas o modernos no han borrado las formas primitivas y elementos góticos o renacentistas. La historia de su construcción y remodelación va ligada a la de las familias más notables del país, así como a su prosperidad y decadencia. 
A pesar de que no se conoce documentación que concrete de forma exacta la familia que inició la construcción del edificio, según el historiador Josep Vert y Planas (1914-2002) los primeros propietarios fueron los Senesterra. Otros estudiosos afirman que fue la familia Pons, originaria de Torroella, la que inició la edificación de la residencia a finales del siglo XIV y principios del XV. Pero lo más probable es que la construcción se inició a partir de unas bases arquitectónicas ya existentes y las cuales ya formaban parte del conjunto urbanístico de la villa.
Cercano a esta época, encontramos las fachadas del palacio correspondientes a la calle de la Iglesia. En este último, la fachada de piedra oscura y húmeda, comprende un sector gótico y otro de estilo renacentista. La parte gótica está formada por un portal con un arco de medio punto y un ventanal con dos esbeltas columnas y tres arcos trilobulados. A la parte renacentista encontramos una puerta y ventanas rectangulares, enmarcadas con la elegante ornamentación típica de este periodo y los sillares colocados cuidadosamente con orden y armonía. 
En el interior, concretamente en el patio principal de la planta baja, también se puede ver restos de estilo renacentista, de inspiración italianizante, con el pozo, la gran escalera de piedra y las entradas a las cocheras y cavallerisses. Se trata de una muestra espléndida de la integración de las artes en la arquitectura, con un resultado solemne e impresionante. El patio representa un importante ejemplo de este estilo puesto que se trata de una característica estructura escasa en el país.
En cuanto a la planta noble, también encontramos al recibidor dos puertas de estilo gótico flamígero, con finas columnas #agrupar y capiteles historiados. Una de ellas con una inscripción: “1530” junto con blasón nobiliario, y el otro trae con el escudo del marqués de Robert (posterior), que se repite al plafón central de la pared cortado en piedra e incrustado en el muro.
La llegada de una nueva familia a mediados del siglo XIX, Robert hizo que el Palacio cambiara su estilo y se renovara con una espectacular restauración y ampliación del edificio, transformándolo en una suntuosa y confortable vivienda. Su propietario, el marqués Robert Robert y Surís (1851-1929) encargó la reforma del casal a Joan Martorell y Monells (1833-1906), arquitecto muy considerado que supo combinar los elementos arquitectónicos con gran sentido de ponderación y armonía. Más tarde, tomó el relevo Rafael Masó y Valentí (1880-1935), quien también fue el encargado de la remodelación de otros importantes edificios el Mirador, antiguo castillo-palacio de los reyes de Aragón en Torroella. 
De este periodo encontramos al exterior la fachada de la calle de la Codina, de estilo noucentista y toda de piedra, donde Martorell proyectó una sucesión de aperturas rigurosamente ordenadas y en perfecto simetría. La fachada de la calle del Hospital, recibió un tratamiento secundario y menos estricto. De esta fachada destaca uno de los escudos del marqués de Robert y una gárgola cortada en piedra en forma de rostro de felí. Martorell también supo respetar el patio renacentista y sus naves, techos, arcadas y vueltas medievales. Al fondo del patio, donde actualmente hay las salas dedicadas a acoger exposiciones temporales, la arquitecta construyó una elegante cavallerizza para cinco animales con bebedero, canal de desagüe y mamparas de madera cortada. Además, en el que es el actual auditorio, los marqueses instalaron la bodega, el almacén de la prensa y la zona de fabricación de aceite. 
Lluís Permanyer, en el texto “Solterra, un espacio de historia centenaria”, describe el vestíbulo como una entrada abiertamente diversificada y clasista, por la cual los marqueses tenían que remontar a pie la ascensión a la planta noble gracias a la grande y majestuosa escalinata de piedra. En esta parte Martorell renovó los salientes de protección con vigas de donde destaca las ménsulas cortadas en forma de animales fantásticos y las baldosas de cerámica con el escudo de Robert. En cuanto a la primera planta, es donde se emplazó la vivienda de los propietarios, con zonas diferenciadas destinadas al uso familiar y a la recepción de visitas. La disposición y la rehabilitación se hicieron de forma que el edificio disfrutara de iluminación y balcones abiertos en el patio interior, a las escaleras y a las fachadas. La decoración de las salas es muy diversa. Encontramos alguna con un aire más feudal y otros con un ambiente más ornamental. Al comedor principal, situado a raíz de la fachada renacentista de la calle de la Iglesia, es presidido por un gran hogar de fuego de piedra picada de la misma cumbre del Montgrí, encima de la cual se puede ver un ostentoso escudo de Robert y sus alianzas: Surís, Gorgot y Baster.. Además, también destaca el arrimador de madera y cerámica de estilo hispano morisco y el techo con un magnífico enteixinat con florones dorados y motivos florales. La sala de estar, abierta al jardín, tiene otro hogar de fuego, está forrada con madera y baldosas policromadas que representan alegorías de las ciencias y de las artes. El jardín constituye el núcleo en el entorno del cual se organiza la estructura de las plantas superiores del edificio. Se trata de un espacio de dimensiones considerables, arrecerat por las altas paredes del propio palacio y de los edificios vecinos. Rafael Masó, su arquitecto, le dio un tratamiento escenográfico en base de un fondo con una voluminosa copa de piedra que derrama agua en un estanyol y una disposición ordenada de bancos y jardineras, todo inspirado en la natura. En esta misma planta encontramos la sala que contiene el anteproyecto de Frederic Amat por el Liceo, de estilo barroco y rococó francés con rosetones y rocallas al techo, las puertas y las ventanas, donde los marqueses celebraban todo tipo de festividades. Esta sala comunicaba con un pequeño oratorio. 
En cuanto a la segunda planta, estaba comprendida por una serie de cámaras secundarias, graneros, buhardillas y dependencias del servicio. Hay que destacar que en una habitación de esta planta se puede leer todavía ahora una bella poesía del escritor Francesc Mirabent, quien la pintó en una de las paredes, dedicada a su amor platónico, la marquesa del palacio.

### Historia del palacio
A pesar de que no se sabe el año exacto de su construcción, se puede datar de entre finales del siglo XIV y principios del XV, pero es probable que se levantara aprovechando paredes y estructuras todavía más antiguas. Fue por orden de la antigua familia Pons, muy importante y poderosa en la Torroella medieval, puesto que era la encargada de administrar el patrimonio real al pueblo durante el siglo XV. Más adelante, la familia Pons quedó unida a la familia Sarriera, procedentes de Girona, gracias al matrimonio entre los herederos. El año 1503, un descendente de esta familia, Antiguo Sarriera y Margarit, se casó con Anna Beneta de Gurb, procedente de Sant Hilari Sacalm y señora del castillo de Solterra, quedando así unidos los patrimonios. De aquí procede el nombre de nuestro palacio. Con el fin de la Guerra de los Segadores (1640-1625) y con el Tratado de los Pirineo de 1659, el rey Felip IV concedió el título de conde de Solterra a la familia Sarriera, concretamente a Joan de Sarriera Gurb, para premiar su fidelidad a la corona española durante el conflicto.
Los condes de Solterra conservaron el palacio hasta la segunda mitad del siglo XIX, cuando Joaquim de Sarriera y de Larrard, 7è conde de Solterra, decidió deshacerse de sus posesiones de Torroella de Montgrí. Fue entonces cuando el palacio fue comprado por una de las familias más importantes del territorio y de nuestra historia, Robert, arraigados en Torroella y vinculados a la nobleza catalana. Robert Robert y Surís Gorgoll y Baster (1851-1929), primer marqués de Robert y Conde de Torroella, agrandó y restaurar el palacio, transformándolo en una suntuosa y confortable vivienda. 
Así, durante cinco siglos Palau Solterra fue escenario de todo tipo de lujo, gracias a la presencia de estas familias tanto importantes y destacadas de nuestro país. 
Durante la Guerra Civil (1936-1939) el palacio quedó vacío y deshabitado, a pesar de que se utilizaban algunas salas para llevar a cabo algunas actividades como el reparto de las cartas de racionamiento a la gente de Torroella. A los años sesenta la planta baja se va rehabilita como centro cultural de iniciativa privada, denominando así al palacio Castell del Misterio. 
Más tarde, el ayuntamiento de Torroella lo adquirió y se aprovechó el edificio como lugar de reunión de la juventud. Pero el rápido deterioro del palacio hizo que se cerrara por problemas de seguridad. Finalmente, va se en 1999 cuando pasó a formar parte de la Fundación Privada Vila Casas para así rehabilitarlo y hacerlo adecuado para convertirlo en el que es actualmente, un museo de fotografía contemporánea.

## La colección y las exposiciones
Palau Solterra acoge la colección permanente de fotografía contemporánea y exposiciones temporales, de artistas nacionales e internacionales a diferencia del resto de espacios de la Fundación. El museo contiene más de 300 fotografías contemporáneas expuestas y se ha convertido en uno de los museos de fotografía más importantes a nivel estatal.

### Exposición permanente
La muestra está presentada con un estudiado criterio museístico que permite al visitante múltiples lecturas sugeridas por la misma colección, a través de un recorrido abierto y plural. la exposición permanente no sigue un orden cronológico, puesto que el hilo conductor es la modernidad #ver a través de los procesos visuales y documental de las diferentes obras.

### Exposiciones temporales
Les exposicions temporals tenen lloc a les sales de la planta baixa. A més, també és on s’hi emplaça els guanyadors i seleccionats del premi de fotografia que la Fundació Vila Casas convoca per a descobrir, projectar i promocionar artistes. En la mateixa planta hi trobem l’auditori, on es realitzen altres activitats com cicles de conferències sobre història i humanitats, o altres activitats molt lligades a la vida cultural del poble i del territori. 
Llistat exposicions temporals de fotografia:
2008 Joan Pla “Diàlegs”
2008 Bonaventura Ansón “Espais de solitud”
2008 Manu i Tintoré “Pneuma”
2008 Assumpció Raventós “Art i ciència”
2009 Dàrius Koeli “Sauròpolis”
2009 Judith Vizcarra “On són les dones?”
2009 José Ramon Bas “Ícaro / Ndar”
2010 Carmen Mariscal “Two way mirror”
2010 Michael Banks “Objectivitat fotogràfica”
2011 J.C Roca Sans “Xipre. La frontera”
2012 Pilar Aymerich “El goig i la revolta”
2012 Faustí Llucià i Laura Iniesta “Paté de Foie”
2013 Amadeu Mariné i Pau Audouard “Amadeu i Audouard. Fotografies d’escena”
2013 Montse Faixat “Montse Faixat. Mirades d’escena”
2013 Jordi Cerdà i Claude Jeanmart “Observatori K.”
2013 Patricio Vélez “En el Sítio Roberto Burle Marx”
2014 Agustí Centelles “Retrats de Guerra”
2015 Francesc Serra “L’artista al seu taller. Fotografies de Francesc Serra”
2015 Ramon Manent “Artistes del fons al seu taller. Fotografies de Ramon Manent”
2015 Porta Missé "Retrospectiva"
2015 Antoni Bernad "Antoni Bernad"
2015 Narcís Darder "Reinventar la normalitat"
2015 Raimon Camprubí "Dormilegues" 
2016 Manel Esclusa "Naus" y "Pell i ombra"
2016 Eugeni Prieto "Punt de Vista"
2016 Antoni Bernad "Retrats"
2016 Cristina Escat "Solitud"
2016 Ramon Dachs "De l'Antàrtida a la Torre. Fotopoètiques del silenci"
2016 Eduard Olivella "Split images"

### Premios
La Fundación Vila Casas convoca anualmente premios de pintura, fotografía y escultura para artistas. La convocatoria es rotativa, cada año se dedica a una de las tres disciplinas mencionadas. La decisión del jurado se hace pública el día de la inauguración de la exposición colectiva de las obras seleccionadas (16 artistas/piezas). El ganador/a recibe una aportación económica y la oportunidad de realizar una exposición individual el año siguiente. Los premios de fotografía en la historia de la Fundación han sido:
2014 Premio de Fotografía Torroella de Montgrí: Oriol Jolonch, “Éxodo” (1.º pulse), Miguel Cabezas, “El lago” (2n pulse)
2011 Premio de Fotografía Torroella de Montgrí: Pedro Madueño, “Ággelos” (1r pulse), Emilio Muñoz, “Cities II” (2n pulse), Manuel Serra, “Macba 2007 – Exposición con la (pre) esencia del artista” (accèssit)
2008 Premio de Fotografía Torroella de Montgrí: Judith Vizcarra, “Autorretrat” serie “Dolors” (1r pulse), Gemma Noguerloes, “Cuerpos de textura, textura 2-Hombre (2n pulse)

## Servicios

### Servicio educativo
A Palau Solterra, Museo de Fotografía Contemporánea, localizado en Torroella de Montgrí (Girona), el Servicio Educativo ofrece a los tutores dossieres pedagógicos sobre la colección porque puedan preparar la visita.

### Visitas guiadas
El Museo también dispone de un servicio de visitas guiadas, las cuales se actualizan en función de los cambios anuales que se suceden en las exposiciones. 
1. Visitas Guiadas por adultos con reserva: visita a la exposición permanente, visita a la exposición temporal o visita comentada por especialistas sobre el espacio arquitectónico. 
2. Visitas Guiadas de Cortesía: Visita guiada a la exposición permanente incluida con el precio de la entrada, cada sábado y domingo a las 12h.

## Espacios relacionados
- Casa Felip / Sede de la Fundación Vila Casas: La sede de la Fundación Vila Casas se encuentra desde el 1998 en el principal del edificio modernista Casa Felip, a la calle de Ausiàs Marc número 20, de Barcelona. Originariamente fue la residencia de la familia Felip, quién encargó la construcción al arquitecto Telm Fernández en 1901. Años después el edificio fue nombrado bien cultural de interés local por el Ayuntamiento de Barcelona .
Actualmente, el Principal de la Fundación Vila Casas, donde se encuentran las oficinas de la sede, no está abierto al público pero se puede visitar con la compra del catálogo de la Fundación Vila Casas o a través de Casas Singulares. 
- Espacio Volart 1: Exposiciones temporales para la promoción de los artistas del fondo de la colección. Se inauguró el 2002 como el primer ámbito de la Fundación abierto al público en Barcelona a los almacenes de la finca modernista Casa Antonia Puget, situada en la calle Ausiàs Marc 22, que consiguió la distinción, por parte del Ayuntamiento de Barcelona, de bien cultural de interés local.
El edificio fue construido el 1904 por los arquitectos Roc Cot y Cot y Ramon Viñolas. A finales del s. XIX, la superficie del actual Espacio Volart, pertenecía a la empresa Volart de Puntas y Tejidos y se utilizaba como almacén de puntas y teles, un ejemplo característico de la producción y comercio textil catalanes de aquella época. Además de su actividad corriente, cada mes de julio tienen lugar las exposiciones Patrim, consistente en la selección de trabajos de los estudiantes del último curso de Bellas artes de la Universitat de Barcelona , y la exposición de las obras seleccionadas del concurso de dibujo Ynglada-Guillot, así como la ceremonia de entrega de su premio.
- Espacio Volart 2: Exposiciones temporales de reconocimiento de trayectorias artísticas. A diferencia del Espacio Volart, destinado a artistas del fondo de la colección, al Espacio Volart 2 se destina a homenajear a artistas de destacada trayectoria al entorno catalán. Está abierto desde finales del 2008 y se encuentra en los antiguos almacenes de la finca modernista Casa Felip a la calle Ausiàs Marc, 20. El edificio, que fue construido el 1901 por el arquitecto Telm Fernández, fue declarado a principios de los años ochenta bien cultural de interés local por parte del Ayuntamiento de Barcelona.
- Can Mario: Colección de escultura contemporánea de la Fundación Vila Casas y exposiciones temporales. Inaugurado en 2004 en Palafrugell (Girona), acoge alrededor de 220 esculturas creadas desde la década de los 60 hasta la actualidad y que pertenecen a varios artistas nacidos o residentes en Cataluña. Adicionalmente, cada año se organizan exposiciones temporales. Can Mario era una antigua fábrica de corcho de principios del s. XX que formaba parte del conjunto arquitectónico fabril del emprendido alcornoque Miquel & Vincke. Hoy, es un espacio para la contemplación artística situado en la Plaza de Can Mario, donde también podemos encontrar la Torre del agua modernista y el Museo de Corcho. Desde abril del 2011 el museo cuenta con Sala Ampurdán en el interior del Museo , dedicada exclusivamente a la celebración de muestras de autores vinculados en l'Empordà. Al exterior, un jardín de esculturas acoge 33 de piezas de artistas catalanes. . 
- Can Framis: Museo de Pintura Contemporánea Can Framis, situado al Distrito tecnológico 22@, localizado en el barrio del Poblenou (distrito de Santo Martí), fue inaugurado en abril de 2009, aconteciendo así el quinto espacio de la Fundación. Ubicado en una antigua fábrica de lana de finales del siglo XVIII, propiedad de la familia Framis. El museo acoge el fondo pictórico de la Fundación Vila Casas, que consta de unas 700 obras de artistas catalanes o residentes en Cataluña. La colección quiere dar una visión amplia d ele pintura hecha en el país desde los años sesenta hasta la actualidad.